# Adobe Shockwave Player
Adobe Shockwave Player, voorheen Macromedia Shockwave Player, was een plug-in van Adobe Inc. om in internetbrowsers rechtstreeks Adobe Shockwave-programma's te draaien.

## Geschiedenis
In 1987 bracht het bedrijf MicroMind het programma Director uit met als doel interactieve software te maken, wat veelal leidde tot interactieve presentaties, avonturenspellen en educatieve software. Het probleem was dat Director-projecten systeemafhankelijk waren en de compilatie enkel werkte voor het computertype waarin het werd gecompileerd.
MicroMind loste dit probleem op met MacroMind Shockwave. ShockWave is op zich nog systeemafhankelijk, maar het kan gecompileerde Director-projecten uitvoeren. Daardoor werden de databestanden van het feitelijke programma systeemonafhankelijk.
MicroMind werd door een fusie eigendom van MacroMedia. Dit bedrijf zag in dat internet de toekomst werd. Daarom ontwikkelden ze Shockwave Player: een plug-in voor Netscape Navigator waardoor het mogelijk was ShockWave-programma's in een browser te laten uitvoeren. Later werd de plug-in compatibel met de meest gangbare internetbrowsers.
In 2005 werd MacroMedia overgekocht door Adobe Inc., dat ook in het bezit was van Adobe Flash en Adobe Air wat min of meer dezelfde mogelijkheden had. Daardoor werden ShockWave en Director overbodig. Ook met de komst van HTML5 - dat op zich interactieve content kan afspelen - was er geen reden meer om te investeren in Director, ShockWave en ShockWave Player. In april 2019 werd de ontwikkeling van Shockwave Player stopgezet.